# Lenape
Lenape eller lenni-lenape (senere kaldet delawareindianere af europæerne) var i 1600-tallet organiserede indianerstammefolk i Nordamerika, som havde fælles kulturelle og sproglige karakteristika. De havde en udstrakt grad af agerbrug som supplement til jæger-samler-samfundet i området ved Delawarefloden, den nedre del af Hudson-floden, og det vestlige Long Island Sound.
Lenapeindianerne boede i den nuværende amerikanske delstat New Jersey, i Delaware-dalen, da europæerne ankom i det 16. og 17. århundrede. I 1860'erne blev de fleste forflyttet til det nuværende Oklahoma. Deres algonkinske sprog kaldes enten lenape eller delaware.